# Балдін Анатолій Семенович
Балдін Анатолій Семенович — (*1843-†?) — чиновник для особливих для особливих доручень при харківському, полтавському і чернігівському генерал-губернаторові.
Познайомився з Тарасом Шевченком 1860 в Петербурзі. Від'їжджаючи з столиці, Балдін залишив поетові записку, в якій запрошував його до Харкова, дав свою адресу. Зберігся лист Тараса Шевченка до Балдіна 5 листопада 1860, з якого видно, що поет збирався побувати того року взимку в Харкові, мав намір надіслати через Балдіна харківським книгарям 50-100 примірників «Кобзаря» на комісію під час ярмарку, цікавився харківськими недільними школами.